# Bart de Groot
Bart de Groot (Zuidwolde, 16 april 1990) is een Nederlands voormalig voetballer die als verdediger speelde. Hij speelde zes jaar voor FC Emmen. 

## Carrière
Bart de Groot werd al op jonge leeftijd toegevoegd aan de jeugdopleiding van SC Heerenveen, dat hem scoutte bij FC Oldemarkt. Op negentienjarige leeftijd tekende hij een contract voor twee jaar met voor de club een eenzijdige optie op nog een derde jaar bij Heerenveen. Toen hij bij de beloften kwam was er echter nog weinig kans op speeltijd in het eerste team. Hij zat slechts één keer op de bank bij het eerste, in de UEFA Europa League tegen JFK Ventspils. Daarop besloot SC Heerenveen hem tijdens het seizoen 2010/2011 te verhuren aan FC Emmen om hem zo ervaring op te laten doen.
In de zomer van 2012 tekende De Groot een eenjarig contract bij FC Emmen. Al vroeg in het seizoen raakte hij echter geblesseerd. FC Emmen gaf hem de kans om op amateurbasis terug te komen na afloop van het seizoen. In november vertrok hij naar Vietnam in de hoop daar een contract te verdienen bij een club.  Hij is in januari 2014 na een kort avontuur van enkele weken in Vietnam weer teruggekeerd bij FC Emmen en tekende een contract tot 2016 bij de Emmenaren.
Medio 2016 liet De Groot het profvoetbal achter zich en ging nog twee jaar spelen bij Harkemase Boys. In 2018 stopte hij.

## Carrièreoverzicht
| 2010/11 | → FC Emmen (huur) | Eerste divisie | 27 | 0 | 1 | 0 |
| 2011/12 | → FC Emmen (huur) | Eerste divisie | 32 | 2 | 1 | 0 |
| 2012/13 | FC Emmen          | Eerste divisie | 5  | 0 | 1 | 0 |
| 2013/14 | FC Emmen          | Eerste divisie | 18 | 2 | 0 | 0 |